# بريم براكاش مودي
بريم براكاش مودي (بالإنجليزية: Prem Prakash Modi)‏ هو مخرج هندي، ولد في 17 يوليو 1968.

## وصلات خارجية
- بريم براكاش مودي على موقع IMDb (الإنجليزية)